# Nunkirchen
Nunkirchen is een plaats in de Duitse gemeente Wadern, deelstaat Saarland, en telt 2498 inwoners (2007).

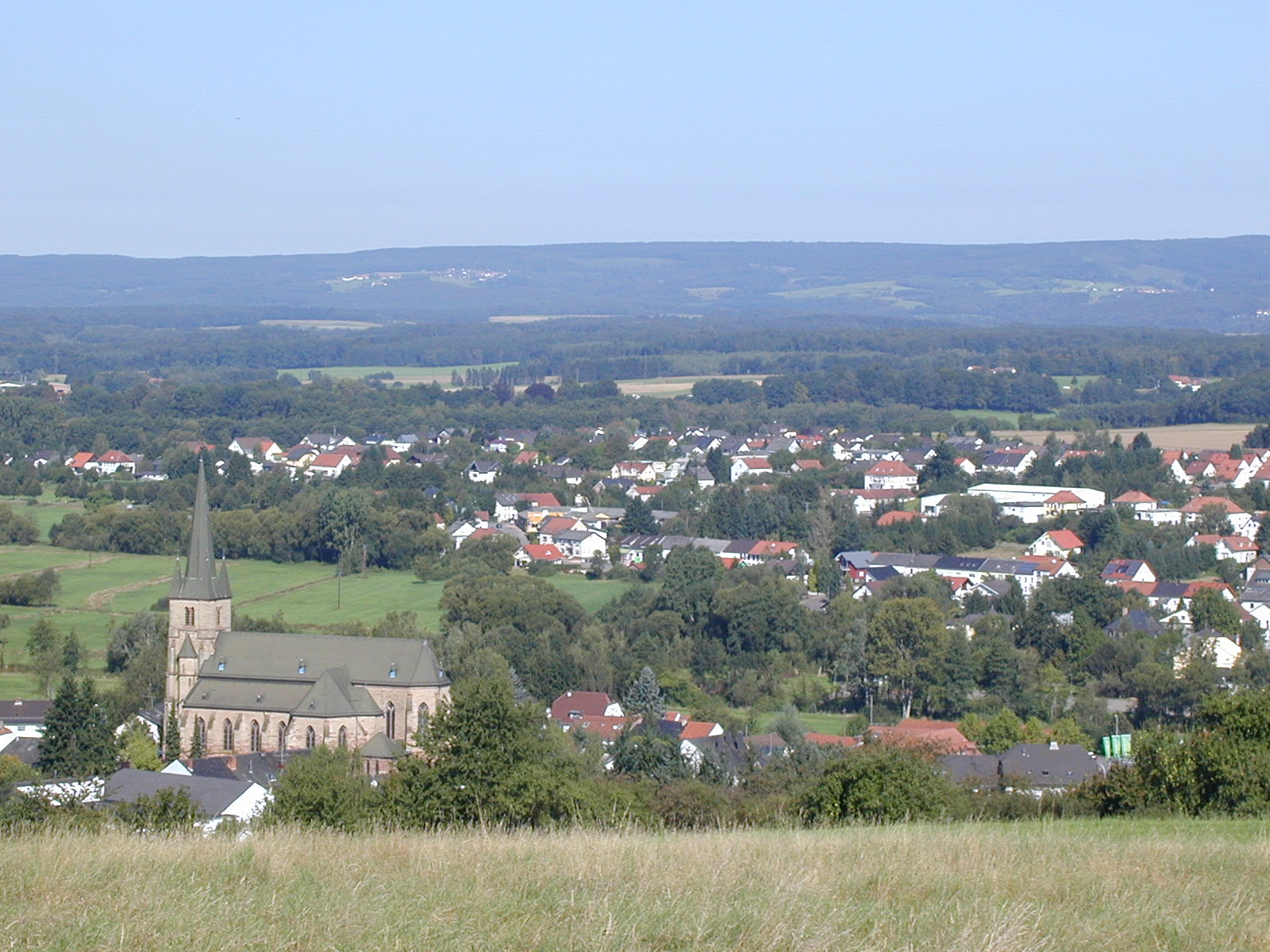
Nunkirchen